# Kaßlerfeld
Kaßlerfeld è un quartiere (Stadtteil) della città tedesca di Duisburg, appartenente al distretto urbano (Stadtbezirk) di Duisburg-Mitte.
| Controllo di autorità | VIAF (EN) 245902857 |